# Sprühflasche

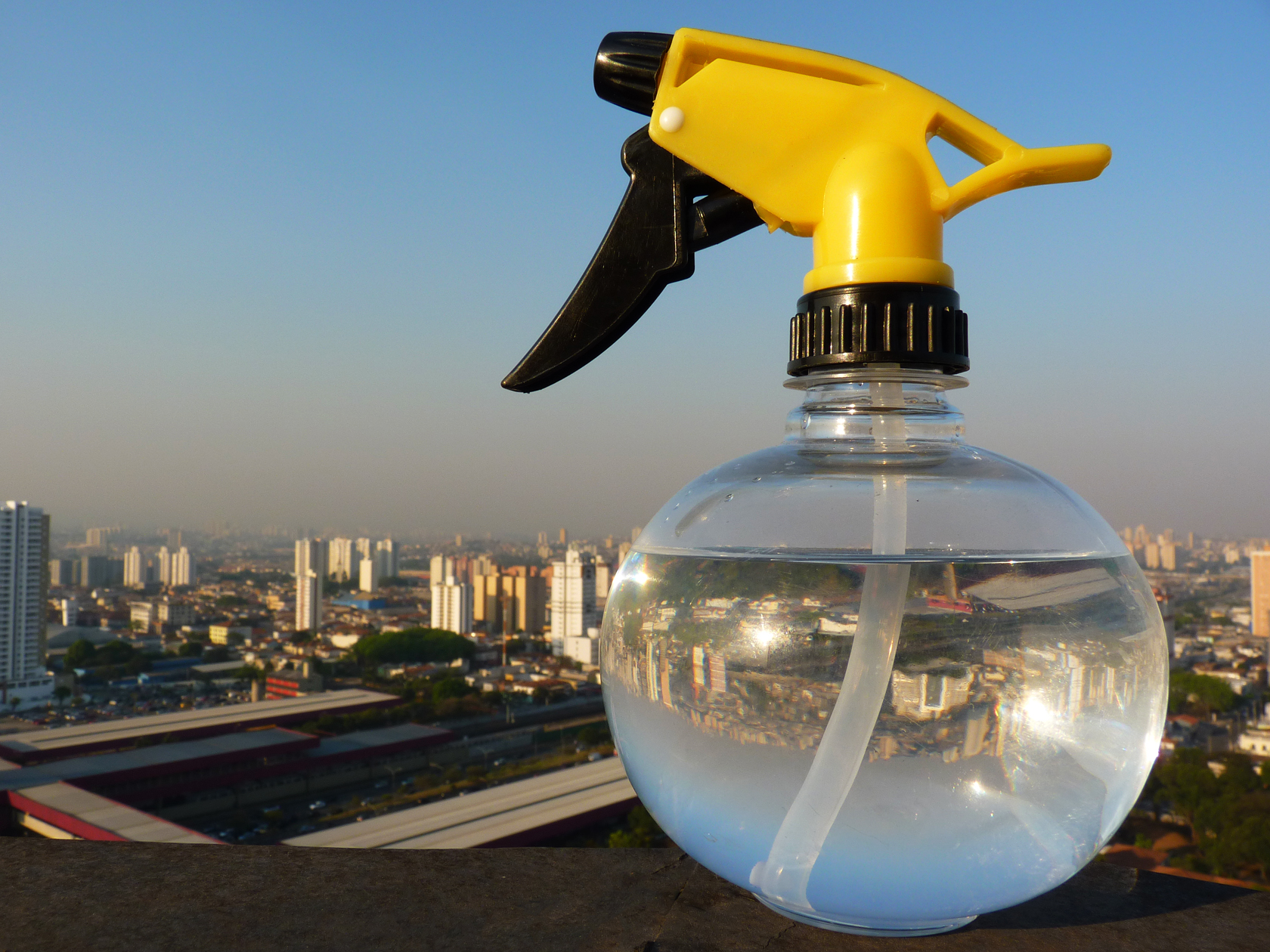
Sprühflasche gefüllt mit Wasser

Eine Sprühflasche ist ein Behälter, der mit einer Flüssigkeit gefüllt ist und mit einer Düse und Pumpmechanismus ausgestattet ist, um die Flüssigkeit in feiner Form zu versprühen.  Der Sprühmechanismus kann unterschiedliche Arten von Sprühmustern erzeugen, von einem feinen Nebel bis zu einem gezielten Strahl, je nachdem, wie die Düse konzipiert bzw. eingestellt ist. Sprühflaschen sind in verschiedenen Größen und Formen erhältlich, abhängig von ihrer  Verwendung.

## Verwendung

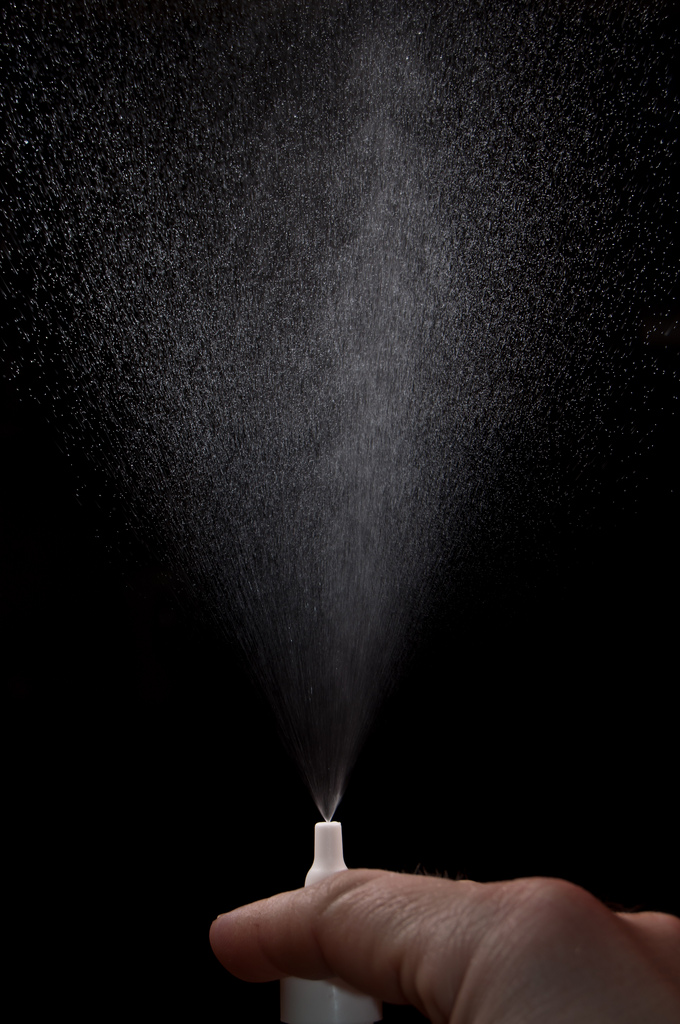
Die Sprühvorrichtung eines Nasensprays erzeugt einen feinen Sprühnebel, dessen Tröpfchen sich auf der Nasenschleimhaut niederschlagen.

Sprühflaschen werden für verschiedene Anwendungen gebraucht.
- Haushaltsreinigung: Sprühflaschen werden häufig für die Verteilung von Haushaltsreinigern, insbesondere Glasreiniger und Desinfektionsmitteln.
- Pflanzenpflege: In der Pflanzenpflege werden Sprühflaschen genutzt, um Pflanzen mit Wasser oder Pflanzenschutzmitteln zu besprühen.
- Haarpflege: Friseure verwenden Sprühflaschen, um das Haar leicht zu befeuchten, bevor sie es schneiden oder stylen.
- Kosmetik: Die Kosmetikindustrie nutzt Sprühflaschen, um feine Nebelsprays von Parfüm, Make-up- und Fixiersprays zu erzeugen.
- Medizinische Anwendungen: In der Pharmazie werden Sprühflaschen verwendet, um Medikamente, Desinfektionsmittel oder andere Lösungen auf die Haut oder Wunden zu sprühen.